# Grigorij Efimovič Grum-Gržimajlo
Grigorij Efimovič Grum-Gržimajlo (in russo Григо́рий Ефи́мович Грумм-Гржима́йло?, traslitterato anche nelle forme Grum-Grshimailo, Grum-Grshmailo oppure Groum-Grshmailo; San Pietroburgo, 17 febbraio 1860 – Leningrado, 3 marzo 1936) è stato un entomologo e geografo russo.

## Biografia

### Dagli inizi alla prima spedizione (1860-1883)
Il contributo fornito da questo studioso all'entomologia mondiale è inestimabile, anche grazie alla sua attività di lepidotterologo, viaggiatore, geografo ed etnografo. Nacque a San Pietroburgo e sviluppò uno spiccato interesse verso l'entomologia già da studente, quando lavorò al problema della fillossera nei vigneti di N. Y. Danilewsky in Crimea. Nel 1881, all'età di soli 21 anni, scrisse il suo primo lavoro scientifico intitolato "Cenni sui Lepidotteri di Crimea" (1882, volume VIII degli "Atti della Società Entomologica Russa").
Ben presto venne eletto membro collaboratore della Società Entomologica Reale. Sempre nel 1881, non appena rientrato dalla Crimea a San Pietroburgo, iniziò a curare le collezioni entomologiche. A fini comparativi utilizzo la collezione del Museo di San Pietroburgo, su suggerimento del professor M. N. Bogdanov, a quel tempo curatore scientifico del museo. Da quel momento in poi fu per sempre legato al museo della sua città, a cui donò la maggior parte delle proprie collezioni, dopo aver curato parecchio del materiale entomologico proveniente dalle spedizioni nell'Asia Centrale di N. M. Prževal'skij, G. N. Potanin, Pëtr Petrovič Semënov-Tjan-Šanskij ed altri ricercatori.
Nel 1882, G. E. Grum-Gržimajlo studiò i Lepidotteri in Bessarabia e nella regione di Podol'sk, nel medio corso del fiume Nistro. Egli stesso donò in seguito tutto il materiale reperito durante quella spedizione al Museo Zoologico dell'Accademia Imperiale delle Scienze. Contemporaneamente curò la determinazione di tutti i campioni reperiti da I. Svyatsky a Narva nel 1882. Già nei suoi primi lavori, riguardanti le lepidotterofaune di Crimea, Bessarabia e del Baltico, Grumm-Grshimailo mostrò un vero talento naturale come entomologo e zoogeografo.

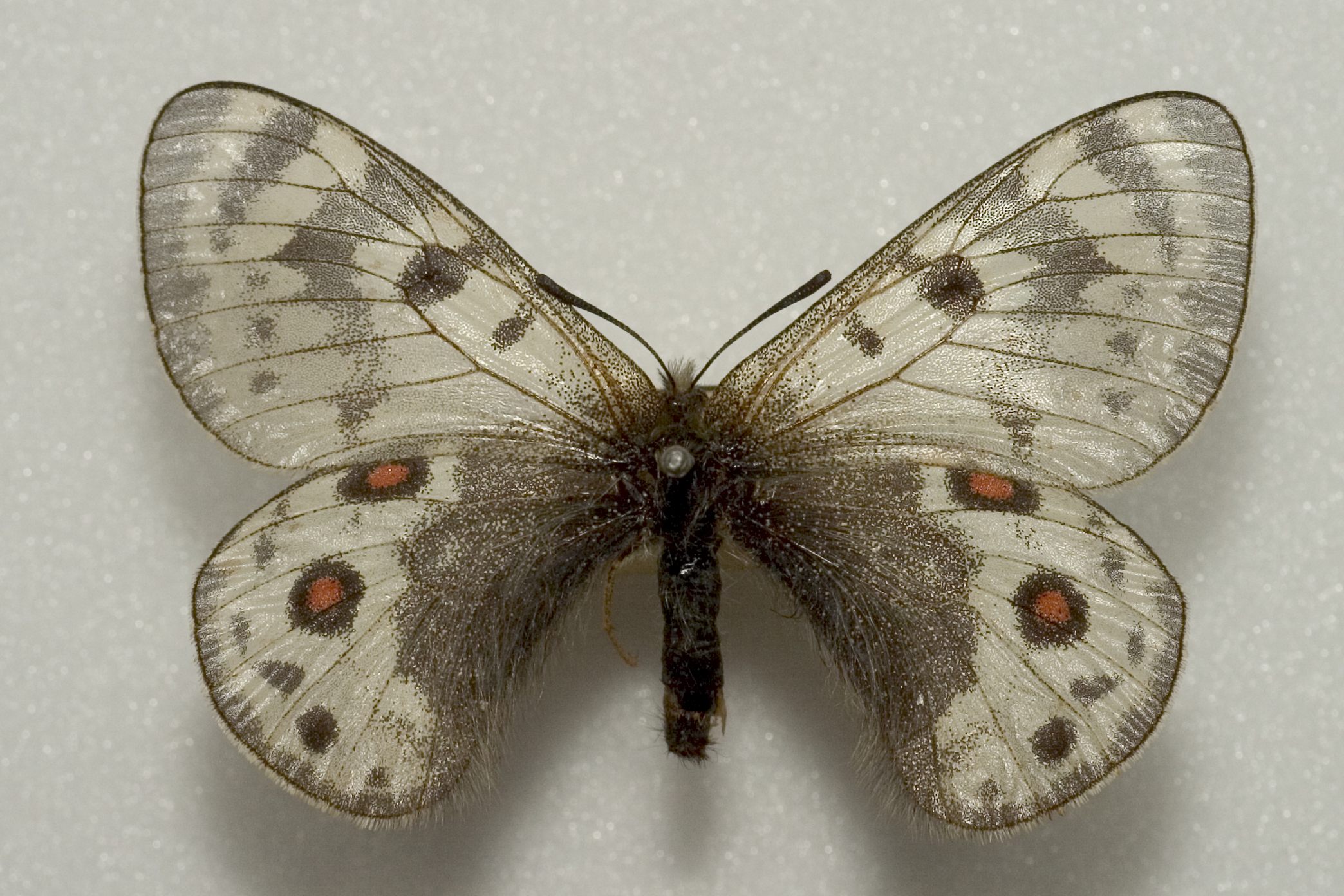
Parnassius acdestis Grum-Grshimailo, 1891

Trascorse quindi le vacanze estive del 1883 studiando i Lepidotteri della regione centrale del Volga. Risiedendo nei pressi della città di Saratov, poté campionare soprattutto nel circondario di Sarepta, spingendosi a sud fino a Kamyšin. Fu proprio a Sarepta che conobbe Ruekbeil, un famoso collezionista tedesco, il quale stava allora operando per conto della compagnia di commercio Tankre ad Anklam. Ruekbeil fornì a quella compagnia parecchi reperti, tra cui farfalle, falene e coleotteri. Al fine di diversificare ed implementare le proprie collezioni, Ruekbeil organizzò parecchie spedizioni nel cuore dell'Asia, riuscendo a reperire enormi quantità di materiale zoologico. Furono forse le conversazioni con Ruekbeil che spinsero Grum-Gržimajlo a esplorare sempre di più il Medio Oriente e l'Asia Centrale.
Al ritorno da San Pietroburgo iniziò a lavorare sul materiale proveniente da Sarepta, attività che concluse nel novembre 1883. 
Nello stesso periodo Grum-Gržimajlo ebbe a conoscere il granduca Nikolaj Michajlovič Romanov, il quale gli suggerì di pubblicare le risultanze dei suoi studi nel primo volume delle "Mémoires sur les Lépidoptères"; la cosa ebbe certamente grande rilevanza sulle azioni successive del lepidotterologo. Il granduca infatti, vedendo di buon occhio il giovane entomologo, gli offrì di prendere parte ad una spedizione nell'allora pressoché inesplorata regione del Pamir, a patto che parte dei campioni di Lepidotteri reperiti potessero essere a disposizione del Romanov. Grum-Gržimajlo era talmente desideroso di partecipare alla spedizione, da essere disposto a qualsiasi sacrificio pur di riuscire nell'intento.
Dovette superare gli esami da studente e persino rifiutare l'onore di una cattedra in Zoologia degli Invertebrati, propostagli in quei giorni dai suoi professori, N. P. Wagner e N. A. Menshutkin, ma al momento giusto seppe presentarsi pronto all'appuntamento. Grum-Gržimajlo non stava letteralmente nella pelle all'idea di raggiungere le montagne quasi inesplorate e la terra che fu una seconda patria per Prževal'skij, una regione la cui vergine bellezza si conservava ancora intatta. Una volta conseguita la Laurea in Scienze Naturali, Grum-Gržimajlo era finalmente pronto, ed iniziò i preparativi per il viaggio. I. V. Mushketov, D. L. Ivanov and V. F. Oshanin, che erano già stati precedentemente in Pamir, collaborarono alla pianificazione del percorso da seguire.

### La prima spedizione in Pamir (1884)
Finalmente i desideri di Grum-Gržimajlo divennero realtà: in diversi anni prese parte a parecchie esplorazioni in Asia Centrale e in Cina, tutte stimolanti e molto fruttuose.
Alla fine dell'inverno 1884 Grum-Gržimajlo lasciò San Pietroburgo ed in due mesi raggiunse Oš. Da lì la spedizione, con al seguito anche due guardie cosacche del reggimento di Orenburg, partì verso ovest il 20 maggio, attraverso il villaggio di Vuadil, ai piedi della catena dei monti Alaj, e proseguì lungo il corso del fiume Aksu, fino al passo Kara-Kazyk e alla valle dell'Alaj. A metà luglio Grum-Gržimajlo iniziò a risalire la catena dei monti Trans-Alaj, attraverso il passo Tersagarsky, fino al corso superiore del fiume Muksu, tentando di raggiungere il ghiacciaio Fedčenko.

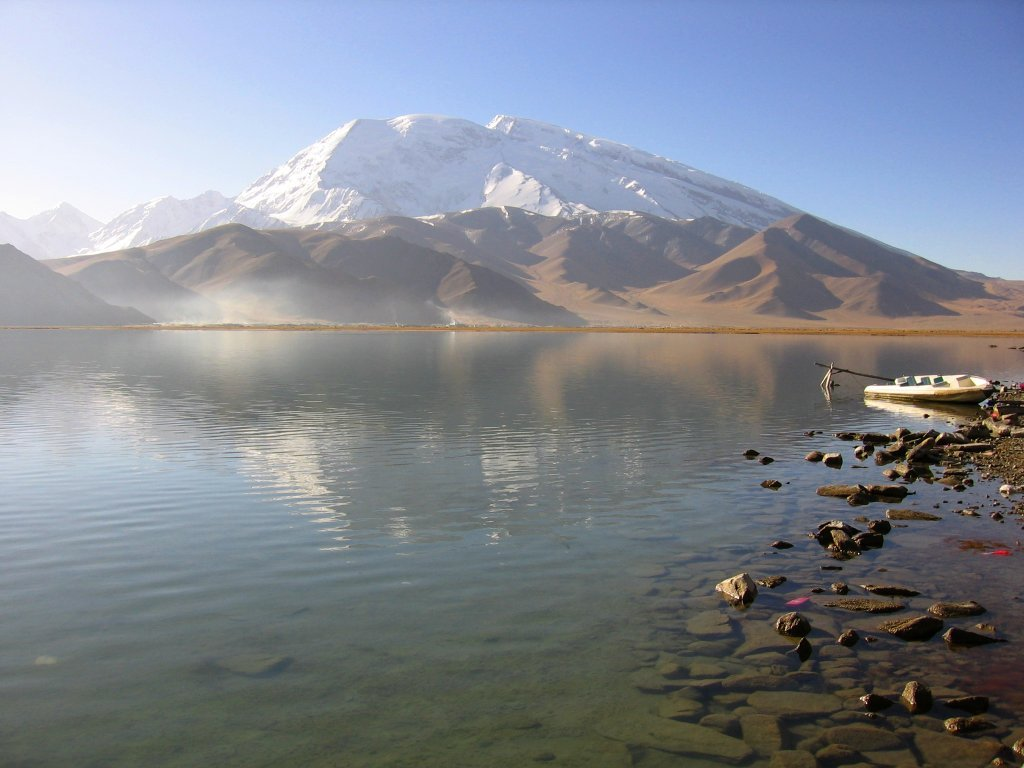
Il lago Karakul, nell'altopiano del Pamir

Tuttavia, a causa delle inclementi condizioni climatiche, dovette ripiegare nuovamente verso i Monti Trans-Alaj e muovere verso est fino a superare il Passo Kyzylart, e poi a sud fino al lago Karakul, situato nel Pamir nordorientale. Fu questo il punto più lontano toccato dalla spedizione. Grum-Gržimajlo fece ritorno a Osh il 20 agosto.
I risultati della prima spedizione in Pamir furono notevoli. Grum-Gržimajlo aveva reperito una grande quantità di materiale lepidotterologico: circa 12.000 esemplari appartenenti a 146 specie, di cui 30 mai descritte in precedenza. Ispirato dalla grande biodiversità e dall'abbondanza della lepidotterofauna dell'Alaj e del Pamir, decise di non fare ritorno a San Pietroburgo, ma al contrario di continuare il viaggio con un percorso diverso l'anno successivo. Trascorse l'autunno e l'inverno a determinare i campioni raccolti e a scrivere resoconti dettagliati; i primi risultati di questi lavori vennero pubblicati nel 1885, nel secondo volume delle "Mémoires sur les Lépidoptères".
Tra le specie descritte dall'autore in questa spedizione ricordiamo:
- Colias christophi (Lepidoptera, Pieridae, Coliadinae)
- Colias marcopolo (Lepidoptera, Pieridae, Coliadinae)
- Colias romanovi (Lepidoptera, Pieridae, Coliadinae)
- Iolana gigantea (Lepidoptera, Lycaenidae, Polyommatinae)
- Licaena atra (=Polyommatus semiargus atra) (Lepidoptera, Lycaenidae, Polyommatinae)
- Lycaena timida (=Aricia eumedon timida) (Lepidoptera, Lycaenidae, Polyommatinae)
- Polyommatus magnifica (Lepidoptera, Lycaenidae, Polyommatinae)

### La seconda spedizione in Pamir (1885)
Avendo pianificato il tracciato della seconda spedizione assieme a N. M. Romanov, Grum-Gržimajlo poté giovarsi del sostegno non indifferente sia del Granduca, sia della Società Geografica. Di basilare importanza fu il fatto che la Società geografica russa avesse preso accordi con N. O. Rosenbach, Governatore Generale del Turkestan, affinché partecipasse alla spedizione anche il Capitano G. E. Rodionov, in qualità di topografo, oltre a due preparatori e ad undici guardie cosacche.
La seconda spedizione in Pamir ebbe inizio il 29 marzo 1885 da Samarcanda, e si concluse il 9 agosto dello stesso anno.

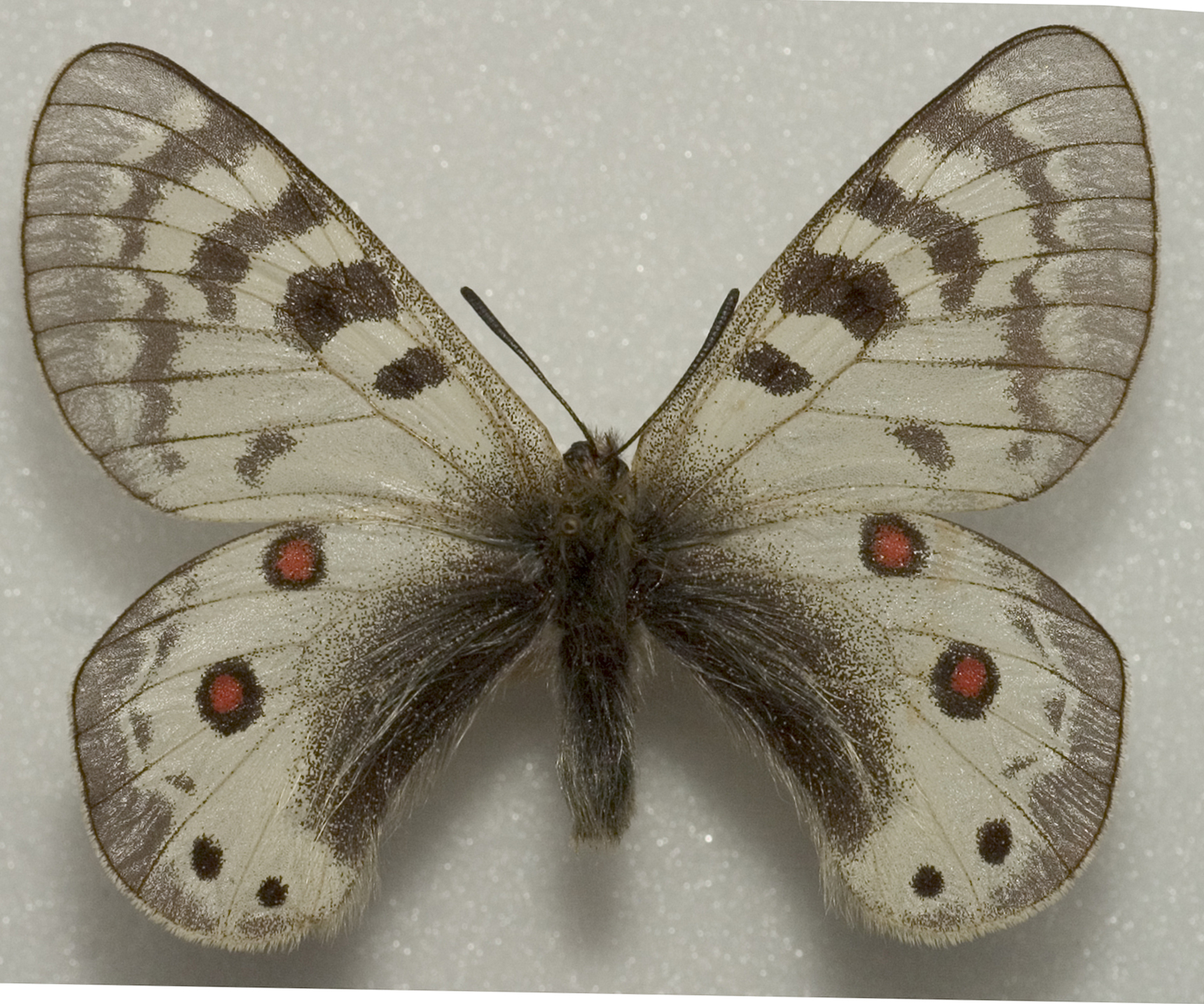
Parnassius cardinal Grum-Grshimailo, 1887

In questi cinque mesi Grum-Gržimajlo poté visitare il Karategin e il Darvaz, oltre a parecchi territori montani ed aree della steppa del Khanato di Bukhara, tra cui Ghissar, Külob, Beldzhuan, Shakhrisiabz, Qarshi, Guzara, Shirabad, Kabadian e Kurgan-Tyube.
La seconda spedizione superò ogni più rosea aspettativa: vennero infatti reperiti oltre 20.000 esemplari di insetti, per la maggior parte Lepidotteri, anche appartenenti ad un gran numero di specie e sottospecie mai descritte prima di allora.
Grum-Gržimajlo preparò e determinò una parte di questo materiale già nel 1886, e i risultati di quel lavoro vennero pubblicati nelle "Memoires sur les Lépidoptères" (Vol. III, 1887). Un'altra quota di esemplari venne invece impiegata da Sergei Nikolaevich Alpheraky e G. K. Christoph per loro successive pubblicazioni. Oltre al materiale entomologico, una grande messe di reperti di zoologia, ed in particolare di ornitologia, venne donata al Museo Zoologico dell'Accademia delle Scienze.

Tra le specie descritte dall'autore durante questa spedizione possiamo ricordare:
- Colias regia (Lepidoptera, Pieridae, Coliadinae)
- Colias sieversi (Lepidoptera, Pieridae, Coliadinae)
- Lycaena roxane (=Plebejus roxane) (Lepidoptera, Lycaenidae, Polyommatinae)
- Macroglossa temiri (=Hemaris ducalis) (Lepidoptera, Sphingidae, Macroglossinae)
- Parnassius cardinal (Lepidoptera, Papilionidae, Parnassiinae)
- Satyrus stheno (Lepidoptera, Nymphalidae, Satyrinae)

### La terza spedizione in Pamir (1886)

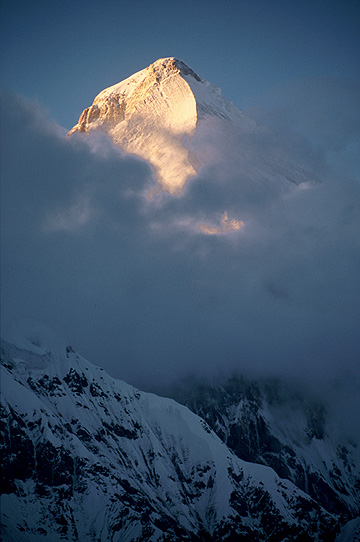
La cima del Khan Tengri, 7.010 metri s.l.m., nella catena del Tian-Shan

Dopo questa spedizione, La società Geografica nominò Grum-Gržimajlo membro effettivo e lo insignì della medaglia d'argento; a seguito di ciò, Pëtr Petrovič Semënov-Tjan-Šanskij iniziò ad incoraggiarlo, ponendo molta fiducia su di lui. Sul finire dell'inverno 1886, l'infaticabile entomologo iniziò la preparazione di una terza spedizione in Pamir, stavolta finalizzata all'esplorazione del cosiddetto Tian Shan Interno. L'intento era rappresentato dallo studio di un'eventuale connessione zoogeografica, da dimostrarsi grazie alla raccolta di campioni di lepidotterofauna, tra le due regioni del Pamir-Alaj e del Tian Shan. L'operazione venne pianificata sotto il patrocinio della Società Geografica, ma ancora una volta sovvenzionata in massima parte dal Granduca N. M. Romanov.
Come era già accaduto precedentemente, anche nel 1886 la base di partenza fu l'antica città di Osh, sita nella Valle di Fergana, in Kirghizistan. Da lì la comitiva si mosse inizialmente verso nordest lungo il Kara Darya, valicando il Passo Kugart, quindi risalì la valle del Naryn fino alla Fortezza Narynsky (oggi la città di Naryn; continuò a sud in direzione di At-Bashi, per poi deviare a sudovest lungo l'ampia valle del fiume At-Bashi e l'omonima catena montuosa, percorrendo quella che era stata l'antica via carovaniera della seta che metteva in collegamento con Tash-Rabat ed il lago Čatyr-Köl. Una volta superato il suddetto lago passando dalla sponda orientale, e valicato il Passo Torugart, che porta nella Cina orientale, la comitiva sostò alcuni giorni a Kashgar per riordinare le collezioni raccolte fino a quel punto. Dalla città di Kashgar la spedizione si mosse verso il Passo di Irkeštam, lungo la valle del fiume Kyzyl-Su, e poi alla volta della catena montuosa del Trans-Alaj. I viaggiatori continuarono infine attraverso i Passi Kauk e Kichik-Alaj, proseguendo lungo la valle del fiume omonimo, per poi fare ritorno alla città di Osh.
Analizzando i risultati della terza spedizione, Grum-Gržimajlo poté concludere che le due entomofaune del Pami e del Pamir-Alaj, da un lato, e quella del Tian-Shan, dall'altro, differivano profondamente, tanto che quest'ultima pareva avvicinarsi di più, nella composizione specifica, a quanto osservato nella regione dell'Hindu Kush. Vennero campionati in totale oltre 10.000 insetti. Ancora una volta, l'ordine più rappresentato risultava essere quello dei Lepidotteri, con parecchie nuove specie, sottospecie e varietà.
Alla fine del settembre 1886 fu redatta una dettagliata relazione sugli esiti della spedizione, che venne presentata ad una delle sessioni della Società Geografica.

### La quarta spedizione in Pamir (1887)

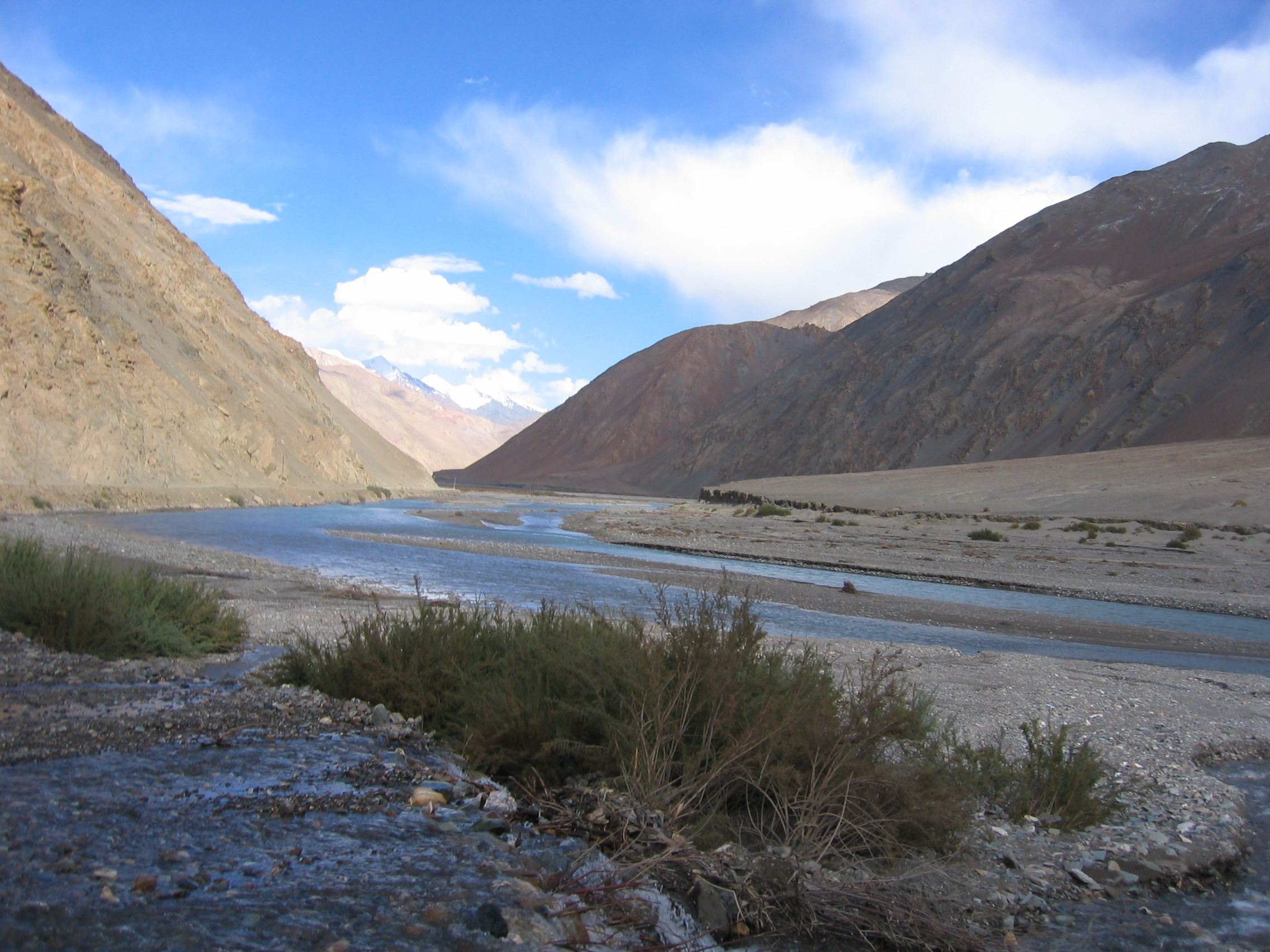
Il fiume Karakash e la catena del Kunlun

Nel 1887 Grum-Gržimajlo volle tornare ancora in Pamir, questa volta per esplorare la parte centrale della regione. La quarta spedizione venne organizzata dalla Società Geografica, ma i costi economici furono sostenuti dal conte Sergej Dmitrievic Šeremetev. Grigorij Efimovič era accompagnato in quest'avventura dal fratello Michail Efimovič, un ufficiale dell'esercito russo. La spedizione prese le mosse dal lago Karakul, già toccato tre anni prima, e da lì verso sudovest in direzione della valle di Kudara. I fratelli Grum-Gržimajlo decisero anche di effettuare una variante verso la parte superiore del corso del fiume Tanymas, e fu in questo modo che scoprirono un sistema di ghiacciai fino ad allora sconosciuto, che in seguito chiamarono Sheremetiev, in onore di colui che patrocinava l'operazione scientifica.
In seguito la comitiva si mosse verso est alla volta della valle del fiume Morghab; il corso d'acqua, nell'occasione fuoriuscito dagli argini, impedì agli esploratori il proseguimento lungo il tracciato prestabilito, tanto che decisero di continuare ancora verso est fino a superare i Monti Sarykolsky, ed a raggiungere il lago Shorkul. Da qui proseguirono in direzione sud, nel territorio della Cina occidentale, verso Tashkurgan, alle pendici del Kunlun. Il tortuoso percorso permise alla spedizione di toccare i monti Muztagata, ai piedi dell'imponente catena del Karakorum, e di sfiorare l'alto corso del Vakhan-Darya. Giunto a questo punto, Grum-Gržimajlo dovette purtroppo tornare in patria, avendo ricevuto un ordine di rientro dal Console Generale Russo a Kashgar, inviatogli tramite un gendarme cinese.
I membri della comitiva, già duramente provati dal lungo viaggio, erano a corto di viveri, ma dopo varie vicissitudini guadagnarono la strada di casa, muovendosi a nord lungo la valle dell'Aksu e seguendo il corso del Murgab. Il 17 agosto 1887 gli esploratori facevano rientro alla città di Osh.
Con la quarta spedizione Grum-Gržimajlo ebbe la possibilità di raccogliere un'enorme quantità di reperti faunistici appartenenti al Pamir orientale, oltre a molti campioni geologici delle zone visitate.
Nel 1888 Grigorij Efimovič prese anche la decisione di sostenere personalmente la spesa per una spedizione zoogeografica alla volta degli Urali centrali; partendo dalla città di Zlatoust, si mosse verso nord fino all'altezza di Irbit.

### La pubblicazione dei dati raccolti:Novae species et varietates Rhopalocerorum e Pamir(1888)
Solo una parte dei campioni raccolti da Grum-Gržimajlo venne trasferita alle collezioni del Romanov; la rimanente parte venne trattenuta ed utilizzata a fini comparativi, per la stesura di una monografia sui Lepidotteri del Pamir. L'enorme quantità di materiale reperito durante le quattro lunghe spedizioni, e le conclusioni di carattere zoogeografico che poté trarne, confluirono in una famosa monografia intitolata Novae species et varietates Rhopalocerorum e Pamir (pubblicata negli Atti della Società Entomologica Russa (vol, XXII, 1888).
L'opera si distingue ancora oggi come canone metodologico tra i testi di zoogeografia, anche se i contenuti sono stati in parte superati da ricerche più recenti.
I quattro capitoli di apertura affrontano la descrizione del Pamir e del Pamir-Alaj dal punto di vista squisitamente geografico-morfologico e geologico. La descrizione delle catene montuose, degli specchi lacustri e dei vari corsi d'acqua è minuziosa e finalizzata a contestualizzare i risultati delle ricerche, esposti più avanti.
Il quinto capitolo passa in rassegna la flora e la fauna del Pamir, con particolare accento sui Lepidotteri e sui fattori ecologici che influenzano la loro distribuzione.
Grum-Gržimajlo dimostra qui di avere sviluppato un approccio straordinariamente moderno nella trattazione delle relazioni tra biocenosi e fattori ambientali limitanti; questi concetti vennero sviluppati da altri studiosi solo diversi anni più tardi. Le popolazioni a Ropaloceri del Pamir vengono qui suddivise ed analizzate per la prima volta in funzione dell'habitat occupato: si passano in rassegna le composizioni faunistiche dei prati alpini, dei prati di bassa quota, delle foreste, degli anfratti rocciosi, delle strette gole montane, dei deserti d'alta quota, delle steppe montane e delle ampie vallate. La descrizione della lepidotterofauna che emerge da quest'opera è straordinariamente ricca e variegata, anche in considerazione della molteplicità dei paesaggi e dei biotopi. Va infatti sottolineato che già nel 1888 Grum-Gržimajlo portò alla luce l'esistenza di 119 endemismi.
Un capitolo a parte fornisce infine una descrizione particolareggiata dei 32 generi e delle 200 specie di Ropaloceri della regione, così come delle circa 92 specie di Eteroceri, tra cui si annoverano 34 generi e 80 specie di Sphingidae, oltre a 6 generi e 12 specie di Bombycidae. Parecchi di questi taxa non erano mai stati descritti in precedenza.
Tra le specie descritte nell'opera si possono annoverare:

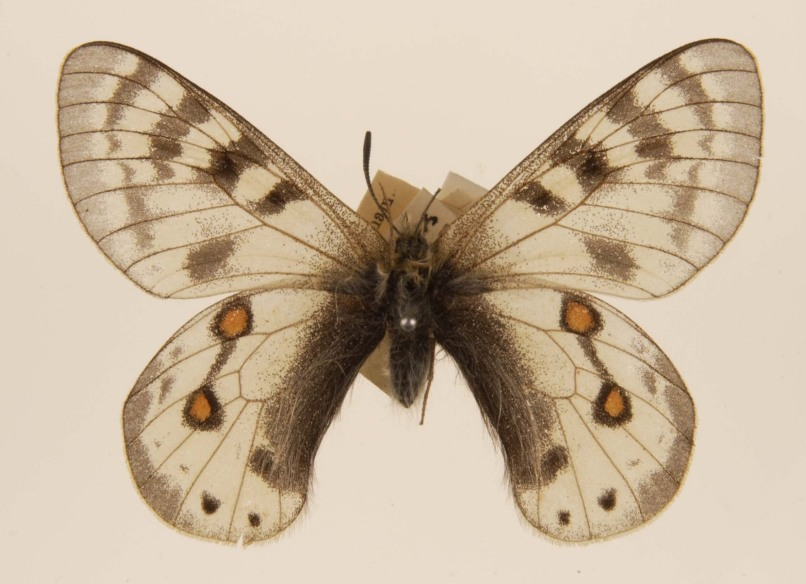
Parnassius staudingeri hunza Grum-Grshimailo, 1888

- Colias marcopolo (Lepidoptera, Pieridae, Coliadinae)
- Karanasa bolorica (Lepidoptera, Nymphalidae, Satyrinae)
- Lycaena alaica (Lepidoptera, Lycaenidae, Lycaeninae)
- Lycaena alpherakyi (Lepidoptera, Lycaenidae, Lycaeninae)
- Oeneis hora (Lepidoptera, Nymphalidae, Satyrinae)
- Parnassius hunza (=Parnassius staudingeri hunza) (Lepidoptera, Papilionidae, Parnassiinae)
- Pieris mahometana (Lepidoptera, Pieridae, Pierinae)
- Pieris tadjika (Lepidoptera, Pieridae, Pierinae)
- Polyommatus dagmara (Lepidoptera, Lycaenidae, Polyommatinae)

Malgrado l'enorme contributo fornito alla conoscenza della lepidotterofauna di regioni così poco note, il lavoro di Grum-Gržimajlo non incontrò il favore di molti entomologi dell'epoca, i quali affrontarono il testo,”(…) con sorrisetti dubbiosi riguardo al metodo utilizzato, molto fruttuoso”, come lo stesso Grigorij Efimovič ebbe a scrivere in una lettera indirizzata all'amico Andrej Petrovič Semënov-Tjan-Šanskij nel 1920. L'establishment entomologico russo dell'epoca, senza perdere troppo tempo a confutare la validità di quanto riportato nel lavoro di Grum-Gržimajlo, si limitò ad ignorarne l'esistenza. Ad una prima lettura ciò si poteva addebitare al fatto che l'opera fosse stata scritta in francese, lingua non troppo diffusa tra i lepidotterologi russi del tempo.

### La pubblicazione di"Lepidoptera palaearctica nova"(1893-1894)
Grum-Gržimajlo organizzò ancora una spedizione zoogeografica tra il 1889 e il 1890, questa volta nella Cina occidentale, nelle regioni del Nan Shan e del Tian Shan orientale. Una dettagliata relazione dell'itinerario seguito e dei reperti collezionati venne pubblicata in seguito nella monografia in tre volumi dal titolo Descrizione di un viaggio nella Cina occidentale (1896-1907).
Ancora più delle volte precedenti, la mole di campioni e di dati raccolti fu ingente, ma soprattutto vennero reperiti oltre 35.000 esemplari di insetti, per la massima parte Lepidotteri. Nel 1891, a San Pietroburgo un pool di entomologi iniziò il paziente e delicato lavoro di preparazione e riconoscimento del materiale riportato dalla spedizione. In particolare Andrej Petrovič Semënov-Tjan-Šanskij (figlio di Pëtr Petrovič) si occupò dei Coleotteri, S. N. Alphéraky lavorò sui Noctuidae e sui Geometridae, due delle famiglie più grandi di Lepidotteri, mentre lo stesso Grum-Gržimajlo si dedicò ai Ropaloceri, ma anche a famiglie di Eteroceri come Sphingidae e Bombycidae. 

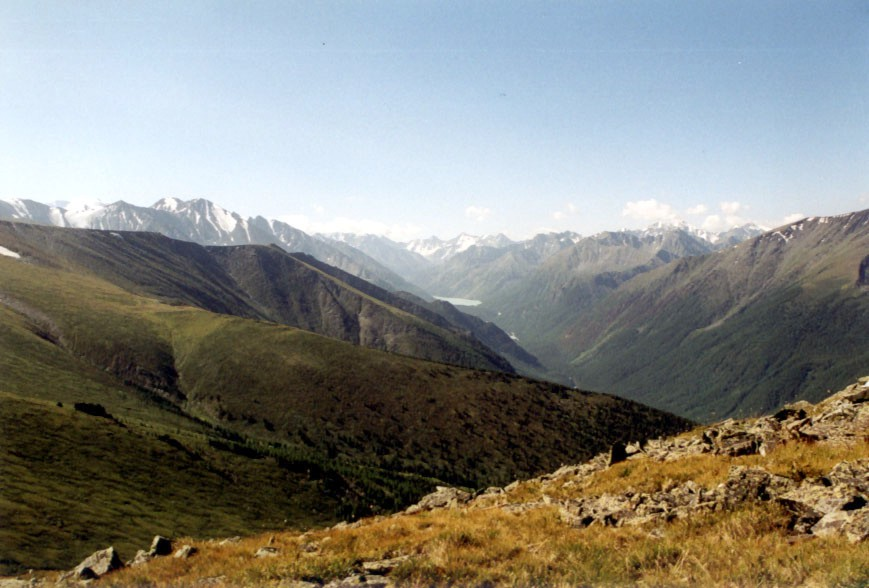
La valle e il lago di Kutscherla, nella catena dell'Altaj

Tra il 1893 e il 1894 Grigorij Efimovič pubblicò un'altra imponente opera di argomento zoogeografico: Lepidoptera palaearctica nova, edita in tre parti all'interno degli "Atti della Società Entomologica Russa"; vengono qui presentate e descritte 47 nuove specie e sottospecie di Lepidotteri paleartici, scoperte anche da altri entomologi, provenienti da Siberia occidentale, Altaj, Asia centrale, Tian-Shan occidentale, Hindu-Kush, Himalaya, Pirenei ecc.
Tra le specie descritte nell'opera ricordiamo:
- Boloria altaica (Lepidoptera, Nymphalidae, Heliconiinae)
- Hyponephele galtscha (Lepidoptera, Nymphalidae, Satyrinae)
- Hyponephele glasunovi (Lepidoptera, Nymphalidae, Satyrinae)
- Hyponephele tristis (Lepidoptera, Nymphalidae, Satyrinae)
- Muschampia kuenlunus (Lepidoptera, Hesperiidae, Pyrginae)

### "Lepidoptera nova vel parum cognita regionis Palaearcticae"(1899-1902)
Negli stessi anni Grum-Gržimajlo mandò alle stampe l'opera dal titolo Verzeichniss der von D. Glasunov 1892 im Gebiete des Serafschan-Thales und in der Wueste Kisil-kum gesammelten Lepidopteren, pubblicata negli "Atti della Società Entomologica Russa" (Vol. XXVIII), in cui descriveva 120 tra specie e sottospecie di Lepidotteri raccolte durante un'altra spedizione russa nel Deserto di Kryzylkum e nella Valle dello Zeravshan.

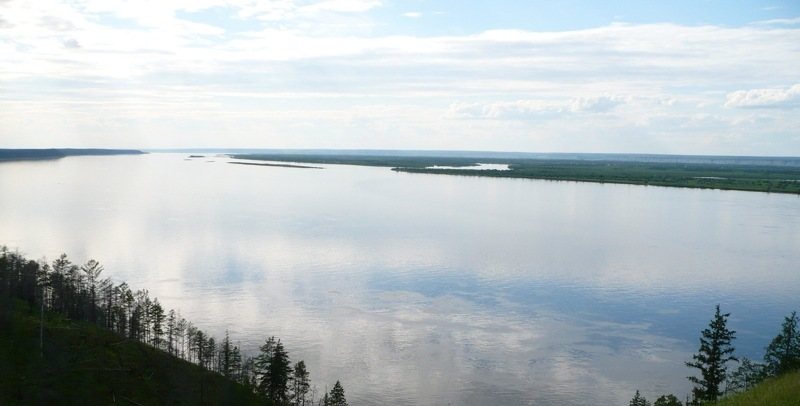
Il fiume Lena nella Siberia nordorientale

Nel 1899 Grum-Gržimajlo pubblicò la prima parte dell'opera Lepidoptera nova vel parum cognita regionis Palaearcticae, seguita poi nel 1902 dalla seconda parte; in questa monumentale opera di sistematica e zoogeografia, lo studioso riportò i risultati di un lungo lavoro di analisi effettuato sulle vastissime collezioni conservate nel Museo Zoologico di San Pietroburgo. I reperti provenivano da spedizioni effettuate, tra gli altri da:
- R. K. Maack nella valle di Vilyui (1853)
- Nikolaj Michajlovič Prževal'skij nelle montagne della Mongolia (1871)
- A. L. Czekanowsky nei bacini dei fiumi Tunguska (1873), Olenëk (1874) e Lena (1875)
- A. A. Bunge ed E. V. Toll nella valle di Jana (1875)
- M. M. Berezovsky nella provincia cinese di Sichuan (1885)
- L. I. Borodovsky lungo le catene dei monti Bolshoy Khingan e In-Shan (1891)
- I. D. Chersky nella valle del fiume Kolyma (1892)
- E. F. Ménétriés negli Urali
- G. E. Grum-Gržimajlo nel Territorio di Primorje (1893)

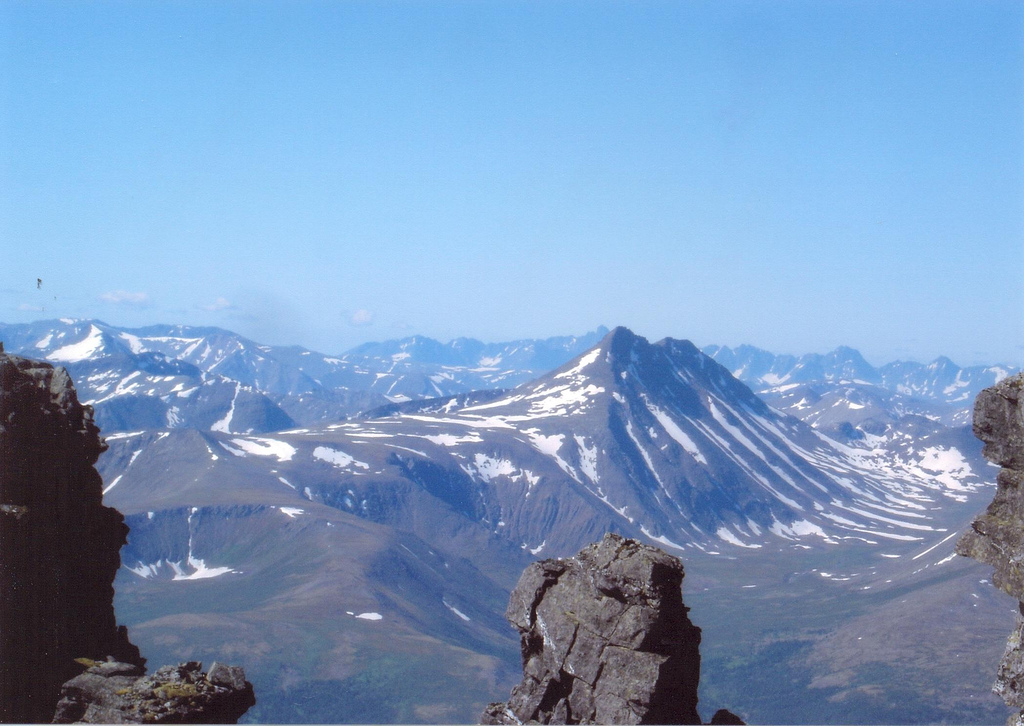
La catena degli Urali

- O. Herz nella valle del Sumbar in Turkmenistan (1894).
- D. N. Kashkarov nella valle del fiume Kerulen in Mongolia (1894)
- B. A. Fedtschenko nella valle del fiume Gunt nel Pamir (1901)
- Kutsenko nel Tian-Shan centrale (1901).

Nell'opera suddetta Grum-Gržimajlo citò anche 36 nuove specie e sottospecie di Lepidotteri.
Tra i taxa descritti dall'entomologo russo in questi anni, troviamo specie come:
- Aricia berezowskii (Lepidoptera, Lycaenidae, Polyommatinae)
- Colias hyperborea (Lepidoptera, Pieridae, Coliadinae)
- Hyperborea czekanowskii (Lepidoptera, Erebidae, Arctiinae)
- Karanasa latifasciata (Lepidoptera, Nymphalidae, Satyrinae)
- Karanasa tancrei (Lepidoptera, Nymphalidae, Satyrinae)

### Le conclusioni di un lungo lavoro di ricerca
Uno dei suoi ultimi scritti di lepidotterologia fu pubblicato nel 1907. Nel terzo volume della già citata opera Descrizione di un viaggio nella Cina occidentale gli ultimi due capitoli riportavano una trattazione zoogeografica frutto di un'analisi effettuata sulla fauna a Lepidotteri del Tian Shan orientale e dei rilievi nordoccidentali del Tibet. Ma Grum-Gržimajlo non si limitò a riportare i dati raccolti durante le proprie spedizioni, bensì pubblicò una sorta di opera omnia di tutto lo scibile del suo tempo per ciò che riguardava i Ropaloceri di queste zone. A questo fine utilizzò anche i dati provenienti dai viaggi effettuati da N. M. Przewalsky, da G. N. Potanin e dal Conte Szecsenyi, redigendo una nutritissima lista di specie (120 solo di Ropaloceri) appartenenti alla lepidotterofauna della provincia cinese di Gansu e delle regioni confinanti. Effettuò pure delle comparazioni tra questa composizione a Lepidotteri e quelle relative alle altre regioni e province Cinesi, dal sudest della Russia fino alla Manciuria, delimitando gli areali di specie ampiamente diffuse, ma anche di endemismi.

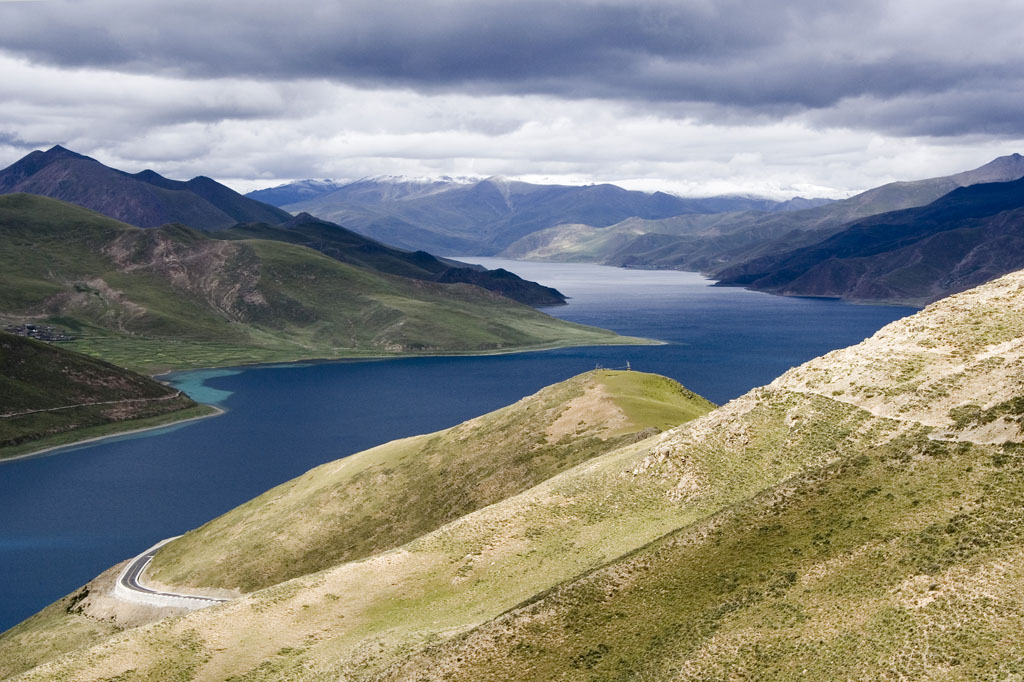
Il lago Yamdrok Tso, incastonato nelle montagne del Tibet

In un capitolo a parte l'entomologo russo trasse anche alcune importanti conclusioni riguardo alla zoogeografia di queste zone, in particolare della provincia di Gansu. Anche tenendo conto della peculiare geografia fisica, della vegetazione e del clima, concluse che la lepidotterofauna del Tian Shan orientale doveva essere nettamente distinta sia da quella del Tibet occidentale, sia da quella del Tibet orientale e del Gansu. Quest'ultima provincia mostrava maggiori affinità faunistiche con l'Altaj-Sayan con la Manciuria e con altre regioni settentrionali prossime alla Siberia. Probabilmente ciò si poteva spiegare col fatto che molte specie settentrionali, di provenienza siberiana, avevano colonizzato il Tian Shan in epoche geologiche tanto recenti da non avere ancora sviluppato una radiazione adattativa tipica ed una speciazione endemica. Secondo quanto emergeva dai dati raccolti, la spinta evolutiva delle specie altaiche colonizzatrici, sembrava essersi mossa soprattutto verso est attraverso l'Adzhi-Bogdo, lo Yeren-Nura, le colline di Nomsky, il Megin-Ola e il Karlik-Tag. Non si osservava invece un'analoga radiazione verso ovest, attraverso la catena del Tarbagatai ed i monti Ala-Tau.
In pratica secondo la teoria di Grum-Gržimajlo, in epoca post-pleistocenica si stabilì una connessione diretta tra le due regioni dell'Altaj e del Nan Shan, con il conseguente isolamento del Tibet nordorientale rispetto ai territori confinanti ad est, ovest e sud. L'entomologo ebbe a scrivere:"Una caratteristica peculiare della fauna del Gansu non è soltanto la predominanza di specie colonizzatrici di origine siberiana, ma anche l'assenza di molte famiglie e generi penetrati fin qui da ovest, da est o da sud (...)" e, più avanti, "(...) indubbiamente, al tempo in cui la fauna del Gansu andava formandosi, anche le specie autoctone della regione divennero parte di essa".
Grum-Gržimajlo riservò l'ultimo capitolo dell'opera alla descrizione delle specie autoctone; nel caso specifico, secondo l'entomologo, gli attuali rappresentanti del genere Parnassius (fam. Papilionidae) vanno sicuramente considerati
elementi autoctoni della parte nordorientale del Tibet.

### Le reazioni della comunità scientifica
Dopo la pubblicazione di quest'opera, Grum-Gržimajlo restò in impaziente attesa di un riscontro da parte degli entomologi dell'epoca, che potesse confermate o confutare le conclusioni a cui era giunto. Ma l'attesa fu vana, in quanto da parte degli entomologi russi non vi fu reazione alcuna. In una lettera del 27 febbraio 1920 indirizzata all'amico Andrej Petrovič Semënov-Tjan-Šanskij, ebbe a confidare: "(..) Ho scritto un'opera che ha ricevuto attestazioni di stima da parte di entomologi stranieri (Deckert, Honrath, Wiskott ed altri) i quali mi scrivono che essa viene definita non solo rilevante, ma persino classica per quanto riguarda l'analisi faunistica. Tu stesso hai considerato che l'ultimo capitolo del III volume della "Descrizione di un viaggio nella Cina occidentale" meritasse una citazione sulla stampa, e hai detto che te ne saresti occupato di persona, ma non è mai accaduto, con mio rammarico (...) Il disinteresse dei nostri lepidotterologi nei confronti del mio lavoro è stata la prima ragione del progressivo raffreddamento dei miei rapporti con la Società Entomologica. A quei tempi ero ancora giovane! Ora come ora avrei reagito con indifferenza, nella consapevolezza di aver fatto la mia parte: feci quod potui. E se non oggi, un giorno il mio lavoro verrà apprezzato per il suo giusto valore".
Non è del tutto chiaro quali fossero le effettive ragioni del "disincanto" di Grum-Gržimajlo nei confronti del mondo entomologico di quegli anni, ma appare poco probabile che tutto fosse riconducibile esclusivamente alla freddezza con cui i colleghi avevano accolto i suoi lavori. La figura che traspare dagli scritti dei suoi contemporanei, è quella di un uomo dalla personalità marcata e tendenzialmente libera, cosa che lo ha talvolta portato a porsi in contrasto con altri ricercatori dell'epoca. Una delle principali cause del progressivo abbandono dell'entomologia da parte di Grum-Gržimajlo fu forse una diatriba con il Granduca N. M. Romanov, il principale finanziatore delle spedizioni dello studioso. Come già riportato in precedenza, la principale condizione posta dal nobile per la copertura delle spese dei viaggi in Asia, era che le collezioni venissero cedute interamente alla casata imperiale. 
Tuttavia Grum-Gržimajlo non poteva svolgere l'attività di entomologo senza l'ausilio di una propria collezione di esemplari; buona parte di questi venne ceduta da Grigorij Efimovič ad entomologi di fama, in cambio di altro materiale lepidotterologico.
in conseguenza di ciò molti sintipi catturati e preparati da Grum-Gržimajlo fecero la loro comparsa nelle collezioni di A. Deckert, H. J. Elwes, Charles Oberthür, W. Rothschild ed altri ricercatori stranieri dell'epoca. A quanto si può presumere, le pretese del Romanov nei confronti dell'entomologo, riguardo al possesso di tutti gli esemplari raccolti, furono la principale causa di conflitto tra i due; testimonianze di quanto accaduto si possono anche trovare in alcune lettere di Grum-Gržimajlo ad amici.
Un'altra probabile causa del diminuito interesse di Grigorij Efimovič nei confronti dell'entomologia, fu un episodio che ferì profondamente l'orgoglio di Grum-Gržimajlo: nel 1910, in occasione del cinquantesimo anniversario della fondazione della Società Entomologica Reale, le gesta dell'entomologo di San Pietroburgo passarono sotto silenzio, tanto che ancora nel 1912, egli era considerato un membro ordinario della prestigiosa Società.

### Gli ultimi anni
Le crescenti difficoltà finanziarie, unite alle accuse di essersi appropriato indebitamente di alcuni campioni, spinsero Grum-Gržimajlo a vendere parte degli esemplari delle proprie collezioni. Un acquirente fu H. J. Elwes, che aveva conosciuto in occasione di uno degli ultimi viaggi in Altaj, nel 1898. A causa di ciò, molti sintipi descritti da Grum-Gržimajlo furono in seguito trasferiti, assieme alle collezioni di Elwes, presso il Museo di Londra, dove sono ancora oggi osservabili.
Il resto della collezione di Grum-Gržimajlo (per la verità una parte esigua) è attualmente conservato nel Museo Zoologico dell'Accademia delle Scienze di San Pietroburgo, assieme alle collezioni di N. M. Romanov. Tanto per dare un'idea, nelle collezioni del Romanov non è ospitato nessuno degli esemplari di Parnassius raccolti e descritti da Grum-Gržimajlo durante i suoi viaggi in Asia centrale. Quali che fossero le ragioni reali del progressivo disinteresse dell'entomologo nei confronti della sua disciplina, è chiaro che esse provocarono un deterioramento dei rapporti con gli altri ricercatori dell'epoca. In capo a pochi anni Grum-Gržimajlo cessò di pubblicare opere di zoogeografia.
La sua ultima fatica, risalente al 1911, venne pubblicata negli Atti del Dipartimento di Troicko-Kjachta della Società Geografica, e riguardava esemplari di lepidotterofauna raccolti nei pressi della città di Troickosavsk, nella Mongolia settentrionale (oggi Kjachta, Buriazia).

## Opere
- 1882 - Несколько слов о чешуекрылых Крыма. - Тр. Русск. Энт. о-ва (Cenni sui Lepidotteri di Crimea Horae Soc. ent. Rossicae, Vol. VIII)
- 1885 - Bericht über meine Reise in das Alai Gebiet n: Romanov, N.M. (Red.). Mémoires sur les Lépidoptères, St.-Pétersbourg 2: 212-247
- 1887 - Bericht über meine Reise in das Östliche Buchara. Correspondenz. Nebst Anhang: Diagnosen einiger neuen Species. - In: Romanov N.M. (ed.) - Mémoires sur les Lépidoptères 3: 357-402, Karte
- 1888 - Novae species et varietates Rhopalocerorum Horae Soc. ent. Rossicae, 22: 303-307
- 1890 - Le Pamir et la faune lépidoptèrologique // Mém. lépidop. Ed. N.M. Romanov, St.-Pétersbourg 4: 17+575+2, pl. A, 1-21, carte
- 1891 - Lepidoptera Nova in Asia Centrali Novissime Lecta et Descripta. - Horae Soc. ent. Ross. 25: 445-465
- 1893 - Lepidoptera Palaearctica Nova descripta. I. - Horae Soc. ent. ross. 27: 127-129
- 1893 - Lepidoptera Palaearctica Nova descripta. II. - Horae Soc. ent. ross. 27: 379-386
- 1894 - Verzeichniss der von D. D. Glasunov 1892 im Gebiete des Serafschan-Thales und in der Wueste Kisil-kum gesammelten Lepidopteren
- 1895 - Lepidoptera Palaearctica Nova descripta. III. - Horae Soc. ent. ross. 29: 290-293
- 1899 - Lepidoptera nova vel parum cognita regions palaearcticae. - Ежегодник Зоол. Музея Императорской Академии Наук, 4: 1-18
- 1902 - Lepidoptera nova vel parum cognita regionis palaearcticae. II. Ezhegod. Zool. Mus. Imp. Acad. Nauk, Ann Mus. Zool. Acad. Imp. Sc., Volume 7
- 1906 - Бабочки, собранные между рекой Джидой и озером Косогол П.С. Михно летом 1902 г. - Тр. Троицко-Кяхтинского отд. Геогр. О-ва. - Спб., 8: 3-71
- 1907 - Зоогеографический характер фауны чешуекрылых сев.-вост. окраины Тибета. - В кн: Путешествие в Западный Китай. Том. 3. Гл. XV: 343-392
- 1907 - Об автохтонах ганьсуйской фауны чешуекрылых. - В кн: Путешествие в Западный Китай. Том. 3. Гл. XVI: 393-432
- 1907 - Chapters XV-XVI. [Lepidoptera]. - In: Beschreibung der Reise im westlichen China. - Imp. Russ. Geogr. obstsh., St.-Petersburg 3: 343-432, map
- 1911 - Bабочки, собранные в окр. г. Троицкосавска и в Сев. Монголии. - Тр. Троицко-Кяхтинского отд. Геогр. О-ва. - Спб., 13, 1: 65-67
- 1948 - (postumo) Описание путешествия в Западный Китай. - М., Огиз. - 684 с.

## Collezioni
Molti degli esemplari di Lepidotteri e Coleotteri di Grum-Gržimajlo si trovano nel Museo Zoologico di San Pietroburgo. Altri reperti furono venduti a Henry John Elwes.